# Baryonyx walkeri
Baryonyx (il cui nome significa "artiglio pesante") è un genere estinto di dinosauro teropode spinosauride vissuto nel Cretaceo inferiore, circa 130-125 milioni di anni fa (Barremiano-Aptiano), nelle attuali Inghilterra e Spagna. Il genere contiene una singola specie, ossia B. walkeri, basata su un esemplare quasi completo scoperto nel 1983 a Surrey, Inghilterra. 
Il nome del genere, Baryonyx, "artiglio pesante", allude al grande artiglio posto sul primo dito degli arti anteriori dell'animale; il nome specifico, walkeri, si riferisce invece al suo scopritore, un cacciatore dilettante di fossili di nome William J. Walker. Alcuni esemplari frammentari sono stati successivamente scoperti in altre parti dell'Inghilterra e nella penisola iberica. L'esemplare olotipo è uno degli scheletri di teropodi più completi dell'Inghilterra e la sua scoperta ha attirato nuovamente l'attenzione dei media sui fossili britannici.
Il Baryonyx era lungo tra i 7,5 e i 10 metri (25-33 piedi) e pesava tra le 1,2 e le 1,7 tonnellate (1,3-1,9 tonnellate corte); tuttavia l'esemplare olotipo era un esemplare adolescente, che quindi da adulto potrebbe aver raggiunto dimensioni maggiori. Il muso era lungo, stretto e basso, paragonabile a quello degli attuali gaviali. La punta del muso si espandeva ai lati a formare una rosetta. Dietro quest'ultima, la mascella superiore presentava una tacca che si inseriva nella mascella inferiore (curvata verso l'alto nella stessa area). Il cranio presentava anche una piccola cresta triangolare sulla parte superiore delle sue ossa nasali. Le fauci erano armate di numerosi denti conici finemente dentellati, con i denti più grandi posizionati nella parte anteriore. Il collo era meno curvo di quello degli altri teropodi e le spine neurali delle vertebre dorsali aumentavano in altezza dalla parte anteriore a quella posteriore. L'animale aveva arti anteriori lunghi e robusti, con l'artiglio del primo dito che misurava ben 31 centimetri (12 pollici) di lunghezza.
Ora riconosciuto come un membro della famiglia Spinosauridae, le affinità del Baryonyx rimasero oscure per lungo tempo dopo la sua scoperta. Oltre alle specie tipo, ossia B. walkeri, alcuni ricercatori hanno suggerito che il Suchomimus tenerensis appartenesse allo stesso genere e che Suchosaurus cultridens sia un sinonimo senior del genere; tuttavia successive analisi hanno tenuto questi generi separati tra loro. Il Baryonyx è stato il primo dinosauro teropode a mostrare una dieta piscivora (mangiatore di pesce), come evidenziato dalle squame di pesce ritrovate nella regione dello stomaco dell'esemplare olotipo. Tuttavia potrebbe essere stato anche un predatore terrestre opportunista o un saprofago, come dimostrato da alcune ossa di un giovane Iguanodon ritrovate nel medesimo esemplare. L'animale, probabilmente, catturava e tratteneva le sue prede con i grandi e robusti arti anteriori e i grandi artigli. L'ambiente in cui viveva il Baryonyx presentava numerosi bacini idrici, in aree dove sono stati trovati anche altri dinosauri teropodi, ornitopodi e sauropodi.

## Descrizione

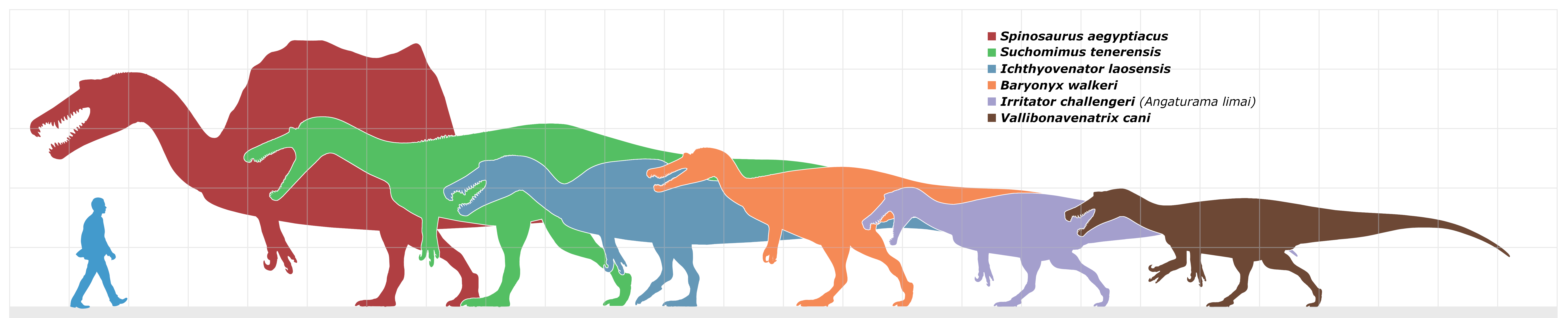
Dimensioni di alcuni spinosauridi, (Baryonyx in arancione) a confronto con un uomo

Nel 2010, le dimensioni del Baryonyx sono state stimate a 7,5 metri (25 piedi) di lunghezza per un peso di 1,2 tonnellate (1,3 tonnellate corte). Nel 1997, le sue dimensioni sono state stimate a 10 metri (33 piedi) di lunghezza, mentre nel 1988 erano state stimate a 9,5 metri (31 piedi) di lunghezza, 2,5 metri (8,2 piedi) di altezza all'anca per un peso di 1,7 tonnellate (1,9 tonnellate corti). Il fatto che gli elementi del cranio e della colonna vertebrale del olotipo di B. walkeri (NHM R9951) non sembrano mostrare alcun grado di ossificazione, suggerisce che l'individuo non era completamente cresciuto, e che l'animale maturo potrebbe essere stato molto più grande (come attestato dalle dimensioni del relativo Spinosaurus), che raggiungeva anche i 15 metri (49 piedi) di lunghezza e un peso di 10 tonnellate (11 tonnellate corte). D'altra parte, lo sterno completamente ossificato dell'esemplare olotipo, indicherebbe che l'esemplare era già abbastanza maturo. Il secondo esemplare meglio conservato (ML 1190) aveva all'incirca le stesse dimensioni dell'esemplare olotipo.

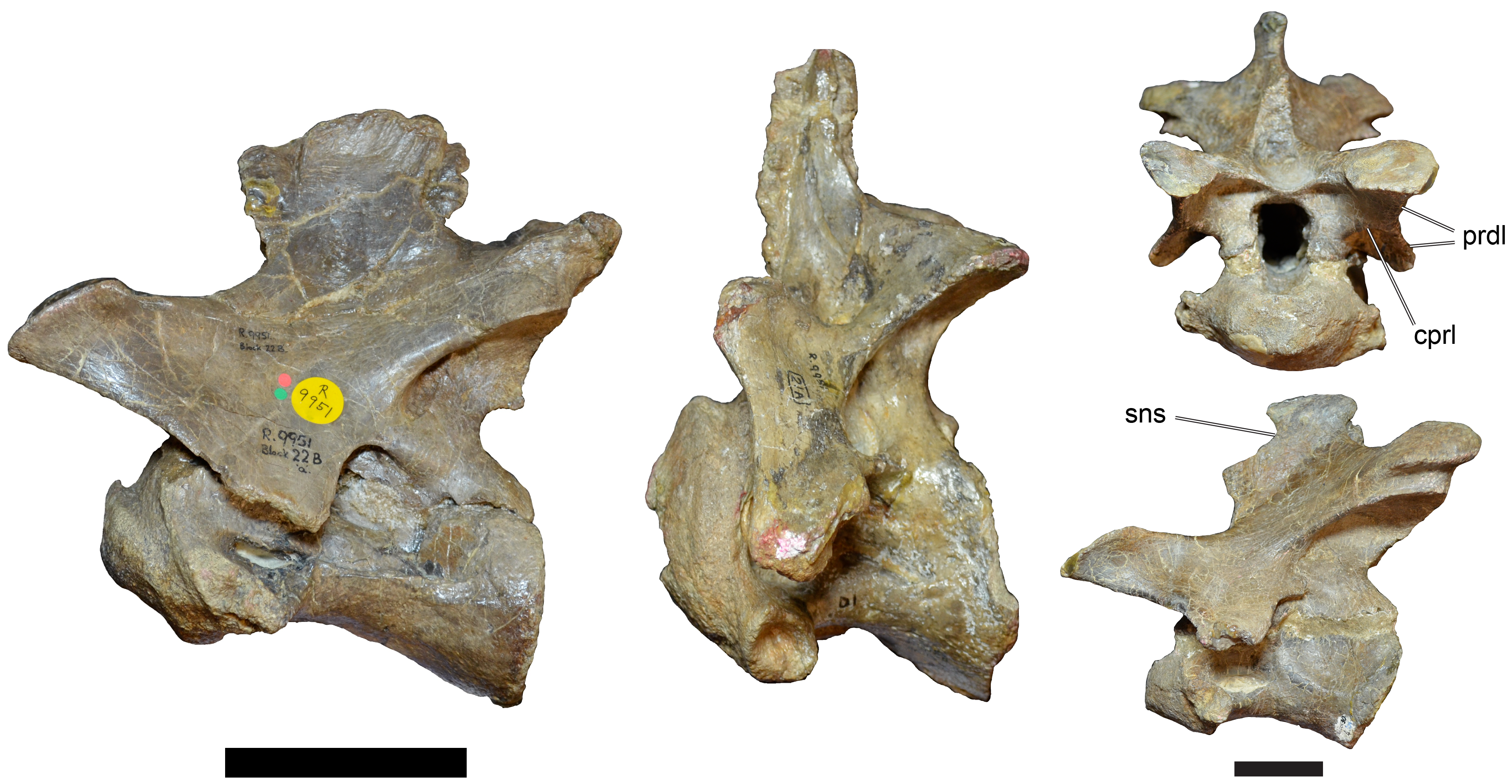
Tre vertebre cervicali dell'olotipo; la terza viene mostrata da due angolazioni

Il collo dell'animale formava un S più dritta (una curva sigmoide tipica dei teropodi) rispetto a quella osservata in altri teropodi; infatti, inizialmente si pensava che il collo mancasse della peculiare forma ad S. La forma delle vertebre cervicali indica che quest'ultime si assottigliavano verso la testa ed erano progressivamente più lunghe dalla parte anteriore a quella posteriore. Le spine neurali delle vertebre cervicali erano basse, sottili e non erano sempre suturate al centro (il corpo principale della vertebra). L'epistrofeo, piccolo rispetto alle dimensioni del cranio, aveva un fosfene ben sviluppato. Il centro delle vertebre dorsali erano di dimensioni simili. Come altri dinosauri, il Baryonyx aveva ridotto il suo peso (pneumaticità scheletrica) con fenestrae (aperture) negli archi neurali e con pleurocele (depressioni cave) nel centro delle vertebre (principalmente vicino ai processi trasversali). Dalla parte anteriore a quella posteriore, le spine neurali delle vertebre dorsali cambiavano da corte e robuste ad alte e larghe.
Le scapole erano robuste; le ossa degli arti anteriori erano corte in relazione alle dimensioni dell'animale, ma larghe e robuste. L'omero era corto e robusto, e possedeva estremità largamente espanse ed appiattite: il lato superiore della cresta deltopettorale per l'attaccamento muscolare e l'inferiore per l'articolazione con il radio e l'ulna. Il radio era corto, robusto e dritto, e l'olecrano dell'ulna era apparentemente molto potente. La parte inferiore dell'ulna aveva un'ampia espansione. Le mani avevano tre dita; il primo dito disponeva di un grosso artiglio (osso unguale) di circa 31 centimetri lungo la sua curva, probabilmente allungato da una guaina di cheratina in vita. A parte le sue dimensioni, le proporzioni dell'artiglio erano piuttosto tipiche per un teropode; era bilateralmente simmetrico, leggermente compresso, uniformemente arrotondato e ben appuntito. Un solco per la guaina di cheratina correva lungo la lunghezza dell'artiglio. Il piede pubico del bacino non era espanso.

### Cranio

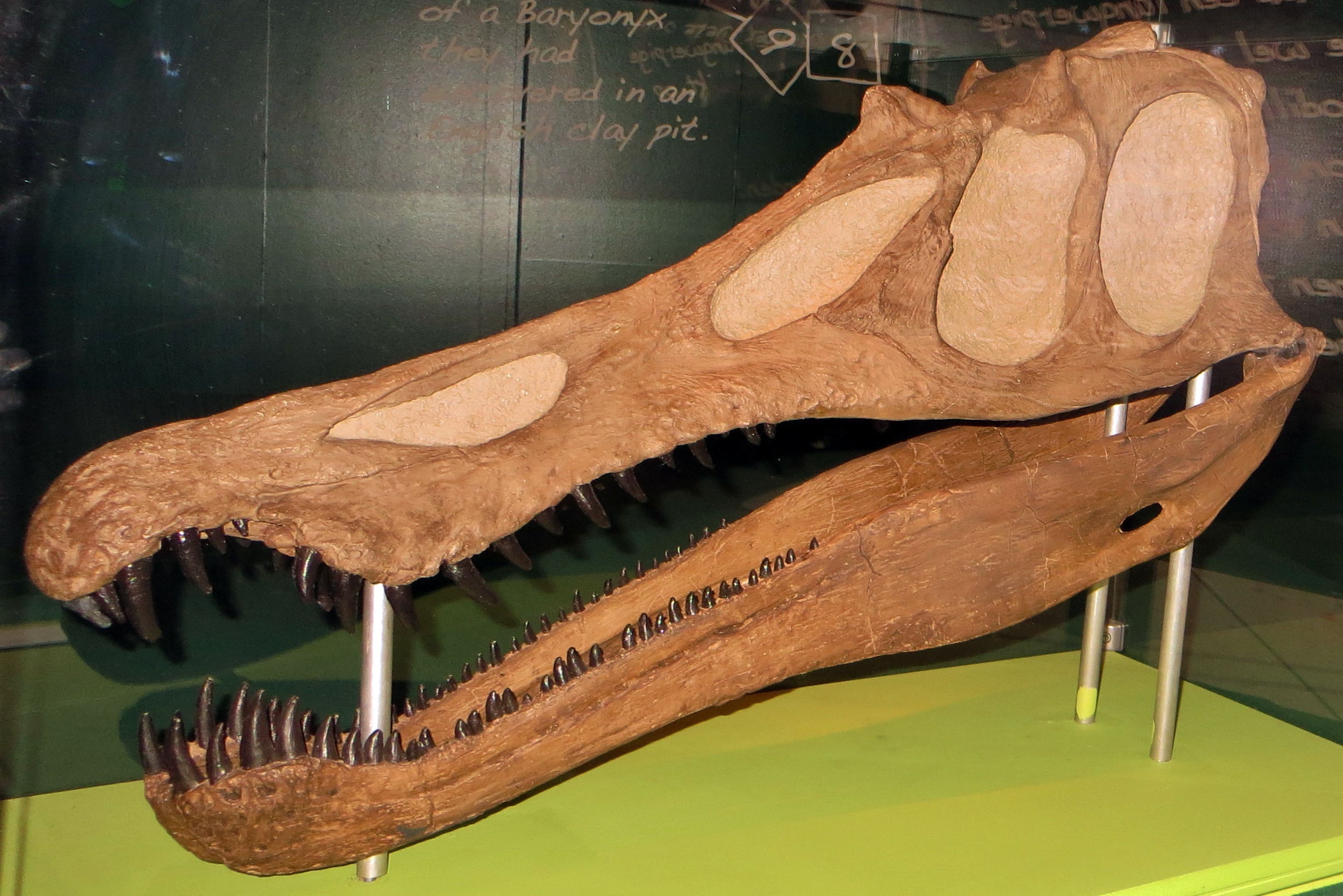
Ricostruzione del cranio olotipo, Museon, L'Aia

Il cranio del Baryonyx è conosciuto in modo incompleto e gran parte delle parti mediane e posteriori non sono conservate. L'intera lunghezza del cranio è stimata a 950 millimetri (37,4 pollici), in base al confronto con quello del genere correlato Suchomimus (che è maggiore del 20%). Il cranio era allungato, e la parte anteriore di 170 millimetri (6,6 pollici) della premascella formava un muso lungo e basso (rostro) con una superficie superiore arrotondata. Le narici, piuttosto arretrate, passavano orizzontalmente da un lato all'altro del cranio. La parte anteriore di 130 millimetri (5,1 pollici) del muso si espandeva in una spatolata (svasata verso l'esterno ai lati), a formare una "rosetta terminale" simile a quella del moderno gaviale, il lato anteriore di 70 millimetri (2,7 pollici) del margine inferiore era abbassato (o agganciato). Il muso era molto stretto dietro la rosetta. La mascella e la premascella dell'animale si incastrano in un'articolazione complessa, risultando in una fila di denti fortemente curvi. Il divario nella fila è paragonabile a quello presente in Dilophosaurus. La parte anteriore di 140 millimetri (5,5 pollici) del dentario nella mandibola era curvo verso l'alto in direzione di quest'area, e lo spazio tra la mascella superiore e quella inferiore è noto come tacca subrostrale. Il muso presentava vaste cavità (che in vita ospitavano le uscite di nervi e vasi sanguigni) e la mascella sembra aver ospitato seni paranasali.
Il Baryonyx possedeva un secondo palato rudimentale, simile a quello dei coccodrilli, ma a differenza della maggior parte dei dinosauri teropodi. Una superficie rugosa (rugosa) suggerisce la presenza di un rivestimento corneo sul palato duro. Sul cranio era presente una cresta sagittale sopra gli occhi, sulla linea mediana superiore delle ossa nasali, di forma vagamente triangolare, stretta e affilata nella parte anteriore. L'osso lacrimale di fronte all'occhio formava, invece, una sorta di piccolo corno simile a quelli osservati, ad esempio, in Allosaurus. Il dentario era molto lungo e poco profondo, con un prominente solco meckeliano. Il resto della mascella inferiore era piuttosto fragile; il terzo posteriore era molto più sottile dell'anteriore, con un aspetto simile ad una lama. La parte anteriore del dentario si curva verso l'esterno per accogliere i grandi denti anteriori, e quest'area formò la parte mandibolare della rosetta. Il dentario aveva molti forami (aperture), che in vita alloggiavano i passaggi per nervi e vasi sanguigni. È possibile che alcune ossa del cranio del Baryonyx siano state erroneamente identificate (con la conseguente ricostruzione dell'osso occipitale troppo profondo), quindi il cranio era probabilmente più lungo e stretto come quello del relativo Suchomimus.
La maggior parte dei denti ritrovati nell'esemplare olotipo non erano attaccati al cranio; solo alcuni di essi erano rimasti nella mascella superiore, mentre nella mandibola erano presenti solo i denti di ricambio. I denti avevano la forma di coni ricurvi, leggermente appiattiti lateralmente. I denti più grandi erano meno ricurvi di quelli più piccoli, ma erano ugualmente uniformi. Le radici erano molto lunghe e i denti sottili. Le carene (i bordi) dei denti erano finemente seghettate con denticoli posti davanti e dietro. C'erano sette denticoli stretti e uniformi per millimetro (0,039 pollici), di più che nella maggior parte dei teropodi. Alcuni dei denti erano scanalati, con sei-otto creste lungo la lunghezza dei loro lati interni e smalto a grana fine. Il lato interno di ogni fila di denti aveva una parete ossea. I denti erano molto numerosi, con sette denti nella parte destra della premascella (gli altri teropodi ne hanno da tre a cinque) e trentadue nella mascella, dove se ne trovano tipicamente sedici. La mandibola conteneva sessantaquattro denti e la differenza tra il numero di denti nella mascella superiore e inferiore è più pronunciato rispetto ad altri teropodi. I denti della mascella erano più fitti di quelli della mandibola e probabilmente erano più piccoli. La rosetta terminale nella mascella aveva tredici alveoli dentali, sei a sinistra e sette a destra; i primi quattro erano grandi (con il secondo e il terzo più grandi), mentre il quarto e il quinto diminuivano progressivamente. Il diametro del più grande era il doppio di quello più piccolo. I primi quattro alveoli del dentario (corrispondenti alla punta della mascella) erano i più grandi, con i restanti più regolare nelle dimensioni. Vi erano inoltre delle piastre interdentali tra gli alveoli.

## Classificazione

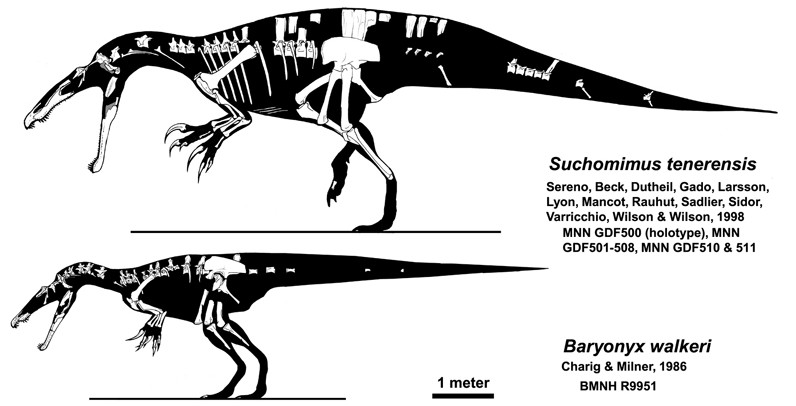
Diagramma scheletrico dell'olotipo di B. walkeri (sotto) a confronto con il genere correlato Suchomimus (sopra)

Nella loro descrizione originale, Charig e Milner concordarono che il Baryonyx presentava caratteristiche uniche mai osservate in altri dinosauri, abbastanza da giustificare una nuova famiglia di dinosauri teropodi: Baryonychidae. Il Baryonyx, infatti, era diverso da qualsiasi altro gruppo di teropodi noti (si considerò anche la possibilità che fosse un thecodonte, a causa delle caratteristiche apparentemente primitive), ma notò che l'articolazione della mascella e della premascella era molto simile a quella di Dilophosaurus. In seguito al rinvenimento di due musi frammentari dal Niger, e assegnati alla famiglia Spinosauridae dal paleontologo francese Philippe Taquet nel 1984, i due paleontologi notarono la loro stretta somiglianza a quelli di Baryonyx, e pertanto li classificarono come baryonychidae. Nel 1988, il paleontologo americano Gregory S. Paul concordò con Taquet che lo Spinosaurus, descritto nel 1915 sulla base di resti frammentari dall'Egitto, in seguito distrutti nella Seconda Guerra Mondiale, e il Baryonyx erano simili e (a causa della conformazione del muso) fossero un lignaggio superstite di dilofosauridi. Il paleontologo francese Eric Buffetaut sostenne anch'esso questa relazione nel 1989. Nel 1990, Charig e Milner respinsero le affinità di Baryonyx con gli spinosauridi, poiché per loro i resti non erano abbastanza simili.
Le scoperte degli anni '90 fecero più luce sulle relazioni di Baryonyx e dei suoi parenti. Un muso proveniente dal Marocco è stato riferito a Spinosaurus, e nel 1996 fu descritto il genere Irritator dal Brasile. Due anni dopo i frammenti di muso provenienti dal Niger furono descritti come Cristatusaurus, mentre dallo stesso paese venne descritto il genere Suchomimus sulla base di uno scheletro parziale. Nella loro descrizione di Suchomimus, Sereno e colleghi collocarono quest'ultimo con Baryonyx nella nuova sottofamiglia Baryonychinae all'interno di Spinosauridae; altri membri del gruppo furono collocati nella sottofamiglia Spinosaurinae. Sereno e colleghi unirono inoltre gli spinosauridi e i loro parenti più stretti nella superfamiglia Spinosauroidea, sebbene nel 2010 Roger Benson considerò questo nome come un sinonimo junior di Megalosauroidea, un nome più vecchio e che pertanto aveva la precedenza. L'esemplare olotipo di Baryonyx walkeri rimane lo scheletro di spinosauride meglio noto mai scoperto.
Il seguente cladogramma mostra la posizione di Baryonyx all'interno di Spinosauridae, secondo gli studi di Ronan Allain et al. (2012):
|  | Irritator   |
|  |             |
|  | Spinosaurus |
|  |             |

|  | Ichthyovenator                                          |
|  |                                                         |
|  | \| \| Suchomimus \| \| \| \| \| \| Baryonyx \| \| \| \| |
|  |                                                         |
|  | Suchomimus                                              |
|  |                                                         |
|  | Baryonyx                                                |
|  |                                                         |

|  | Suchomimus |
|  |            |
|  | Baryonyx   |
|  |            |

|  | Irritator   |
|  |             |
|  | Spinosaurus |
|  |             |

|  | Ichthyovenator                                          |
|  |                                                         |
|  | \| \| Suchomimus \| \| \| \| \| \| Baryonyx \| \| \| \| |
|  |                                                         |
|  | Suchomimus                                              |
|  |                                                         |
|  | Baryonyx                                                |
|  |                                                         |

|  | Suchomimus |
|  |            |
|  | Baryonyx   |
|  |            |

### Evoluzione
Gli spinosauridi sembrano essersi diffusi dal Barremiano al Cenomaniano, durante il Cretaceo inferiore-superiore, circa 130-95 milioni di anni fa. Condividevano numerose caratteristiche con i moderni coccodrilli, come teschi lunghi e stretti, denti sub-circolari, con dentellatura da fine a nulla; una rosetta nel muso e un palato secondario che li resero più resistenti alla torsione. Al contrario, la condizione primitiva e tipica per i teropodi era un muso alto e stretto con denti simili a lama seghettati davanti e dietro. Gli adattamenti cranici degli spinosauridi convergevano con quelli dei coccodrilli; i primi membri di quest'ultimo gruppo avevano crani simili ai tipici teropodi, sviluppando successivamente un muso allungato, denti conici e palati secondari. Questi adattamenti potrebbero essere il risultato di un cambiamento nella dieta da prede terrestri al pesce. A differenza dei coccodrilli, gli scheletri post-cranici della maggior parte degli spinosauridi (eccetto Spinosaurus) non sembrano avere particolari adattamenti acquatici. Sereno e colleghi proposero che il grande artiglio e i robusti arti anteriori degli spinosauridi si evolvettero nel Giurassico medio, prima dell'allungamento del cranio e di altri adattamenti legati al consumo del pesce, poiché le caratteristiche precedenti erano condivise con i loro parenti megalosauridi. Suggerirono, inoltre, che i lignaggi degli spinosaurini e dei barionchini si siano divisi prima del Barremiano.
Diverse teorie sono state proposte sulla biogeografia degli spinosauridi. Dal momento che Suchomimus era più strettamente imparentato a Baryonyx (dall'Europa) che con lo Spinosaurus, anche se il genere viveva anch'esso in Africa, la distribuzione degli spinosauridi non può essere spiegata come la vicarianza derivante dalla deriva continentale. Sereno et al. proposero che gli spinosauridi fossero inizialmente distribuiti nel supercontinente Pangea, ma vennero divisi dall'apertura del mare Tetide. Gli spinosaurini si sarebbero quindi evoluti al sud (Africa e Sud America: all'epoca il Gondwana) mentre i baryonychini al nord (Europa: all'epoca la Laurasia), con Suchomimus a rappresentare un singolo evento di dispersione tra nord e sud. È stato anche suggerito che i baryonychini potrebbero essere gli antenati degli spinosaurini, che sembrano aver sostituito i primi in Africa. Nel 2006, è stato dimostrato che l'Iberia era vicina all'Africa settentrionale durante il Cretaceo superiore; alcuni ricercatori sostengono che la regione iberica era un trampolino di lancio tra l'Europa e l'Africa, ipotesi sostenuta dalla presenza di baryonychini in Iberia. La direzione della dispersione tra Europa e Africa è ancora sconosciuta, e le successive scoperte di resti di spinosauridi in Asia e in Australia indicano che la loro dispersione geografica potrebbe essere stata più complessa.

## Storia della scoperta

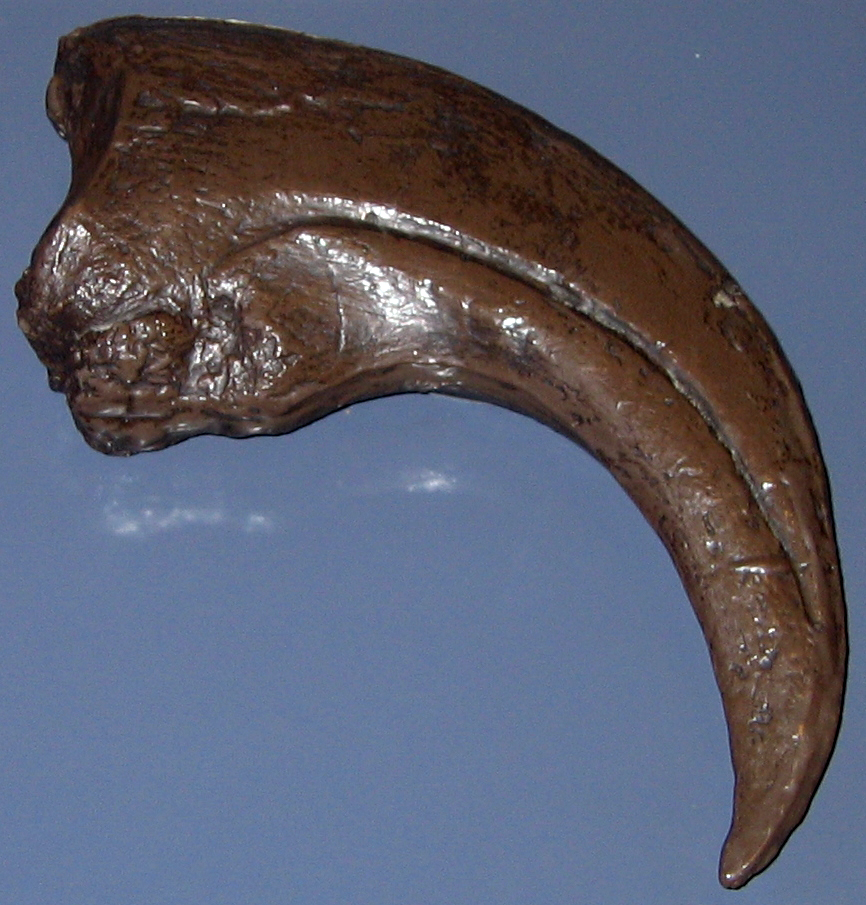
Calco dell'artiglio olotipo, al Palais de la Découverte, Parigi

Il 7 gennaio 1983, il cacciatore fossile amatoriale William J. Walker scoprì un grosso artiglio, una falange e parte di una costola a Smokejacks Pit, una cava d'argilla vicino a Ockley nel Surrey, in Inghilterra. Al fossile mancava la punta dell'artiglio, ma Walker lo trovò una settimana dopo. I paleontologi britannici Alan J. Charig e Angela C. Milner esaminarono i reperti presso il Museo di storia naturale di Londra e ritrovarono più ossa nel sito il 7 febbraio, ma l'intero scheletro non venne raccolto prima della fine di maggio e l'inizio di giugno a causa delle condizioni della cava. Un team di otto membri dello staff del museo e diversi volontari dissotterrarono ben due tonnellate di matrice. Walker donò l'artiglio al museo, e la Ockley Brick Company (proprietaria della cava) donò il resto dello scheletro e fornì l'equipaggiamento. L'area era stata esplorata per 200 anni, ma nessun residuo simile fu mai ritrovato prima di allora.
La maggior parte delle ossa raccolte erano racchiuse in noduli di siltite circondati da sabbia fine e limo, con il resto che giace nell'argilla. Le ossa erano disarticolate e sparpagliate su un'area di 5x2 metri (17x8 piedi), ma la maggior parte non erano lontane dalle loro posizioni naturale. La posizione di alcune ossa fu compromessa da un bulldozer, e alcune delle ossa furono rotte dalle attrezzature meccaniche prima che la scoperta potesse avvenire. La preparazione del campione fu difficile, a causa della durezza della matrice di siltite e della presenza di siderite; è stata tentata la preparazione con l'acido, ma la maggior parte della matrice è stata rimossa meccanicamente. Lo scheletro consisteva in ossa craniche parziali, denti, vertebre cervicali, dorsali e caudali, costole, uno sterno, coracoidi, ossa del braccio e della mano, artigli, ossa dell'anca e ossa delle gambe. Il numero dell'esemplare originale era BMNH R9951, ma in seguito è stato ricatalogato come NHMUK VP R9951.

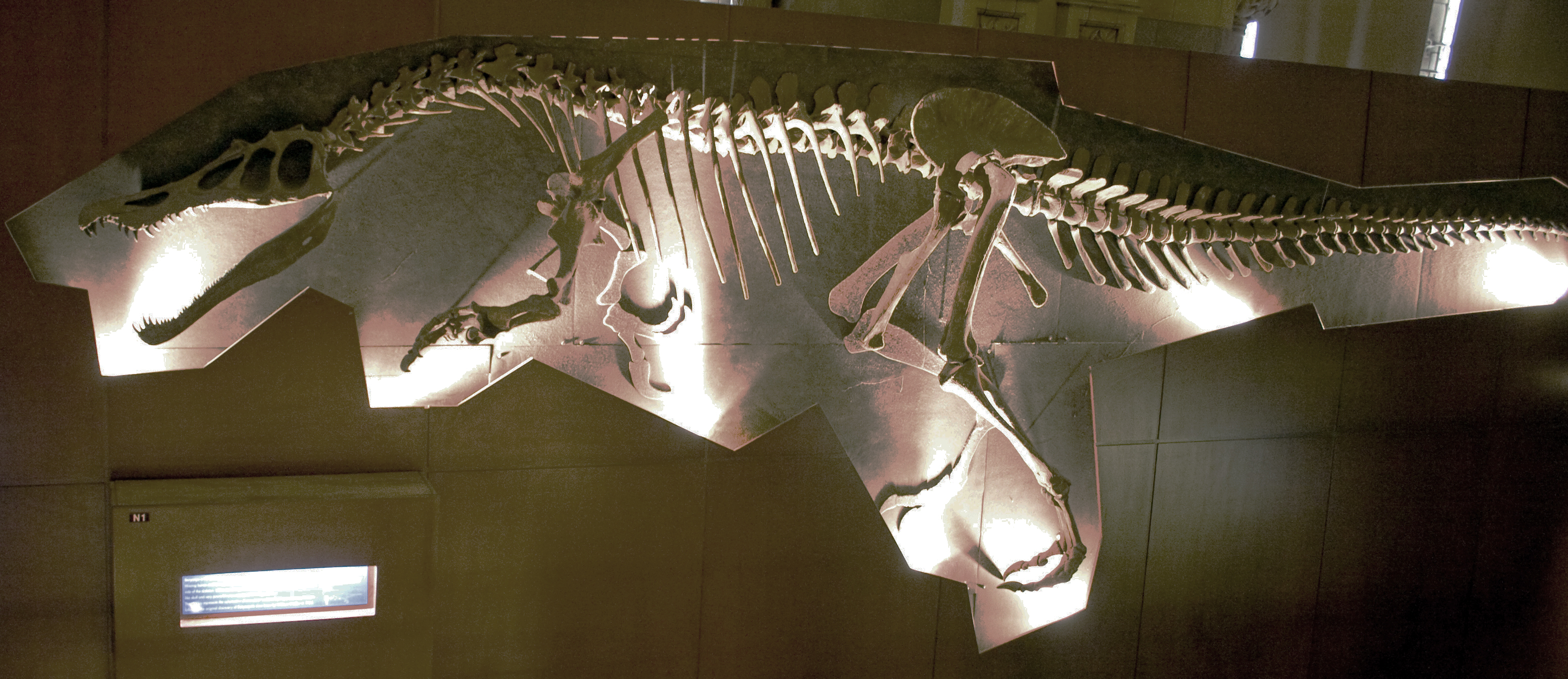
Ricostruzione dello scheletro olotipico, al Museo di Storia Naturale di Londra

Nel 1986, Charig e Milner fecero dello scheletro l'esemplare olotipico di un nuovo genere e specie: Baryonyx walkeri. Il nome del genere deriva dal greco antico; βαρύς/barys che significa "pesante" o "forte", e ὄνυξ/onice che significa "artiglio" o "sperone". Il nome specifico, walkeri, onora Walker, per la scoperta dell'esemplare. A quel tempo, gli autori non sapevano se il grande artiglio fosse posizionato sulla mano sul piede (come nei dromaeosauri, gruppo al quale si pensava appartenesse il Baryonyx). A causa del lavoro in corso sulle ossa (solo il 70% era stato preparato all'epoca), chiamarono il loro articolo preliminare (una "Lettera a Nature") e promisero una descrizione più dettagliata in un secondo momento. Il Baryonyx rappresentava il primo grande teropode del Cretaceo inferiore ritrovato all'epoca. Prima della scoperta del Baryonyx l'ultimo teropode significativo ritrovato nel Regno Unito fu l'Eustreptospondylus, nel 1871, e in un'intervista del 1986 Charig definì il Baryonyx come "la migliore scoperta del secolo" in Europa. L'animale venne ampiamente presentato nei media internazionali e la sua scoperta fu oggetto di un documentario della BBC del 1987. Il Baryonyx venne anche soprannominato "Claws" dai giornalisti come burla al titolo originale del film Lo squalo (in originale Jaws). Lo scheletro venne montato al Museo di storia naturale di Londra e nel 1997 Charig e Milner hanno pubblicato una monografia che descrive in dettaglio lo scheletro olotipico.
Successivamente, vennero riferiti a Baryonyx nuovi fossili provenienti da altre parti del Regno Unito e dall'Iberia, per lo più denti isolati. Sono stati attribuiti a questo genere denti e ossa isolati provenienti dall'Isola di Wight, tra cui ossa della mano e una vertebra. Un frammento di mascella è stato rinvenuto a La Rioja, Spagna, nel 1995. Nel 1999 un osso postorbitale, un osso squamoso, un dente, una vertebra, metacarpi e una falange è stato ritrovato nel deposito di Sala de los Infantes a nella Provincia di Burgos, in Spagna, venendo assegnata ad un esemplare immaturo (sebbene alcuni di questi elementi siano sconosciuti nell'olotipo), e le tracce di impronte di dinosauri vicino a Burgos sono state identificate come quelle di un Baryonyx o di un teropode simile. Nel 2011, un esemplare (ML1190) della Formazione Papo Seco a Boca do Chapim, Portogallo, con un dentario frammentario, denti, vertebre, costole, ossa dell'anca, una scapola e una falange, è stato attribuito a Baryonyx, rappresentando i resti iberici più completi dell'animale. Gli elementi scheletrici di questo esemplare sono rappresentati anche nell'olotipo più completo NHM R9951, ad eccezione delle vertebre cervicali centrali. Nel 2018, il paleontologo britannico Thomas MS Arden e i suoi colleghi hanno scoperto che lo scheletro portoghese non apparteneva a Baryonyx, poiché la parte anteriore della mascella non era fortemente rivolta verso l'alto. Alcuni resti di spinosauridi aggiuntivi dell'Iberia possono appartenere a taxa diversi da Baryonyx, tra cui Vallibonavenatrix di Morella, che sembra essere più vicino filogeneticamente a Spinosaurus e Ichthyovenator.

### Possibili sinonimi

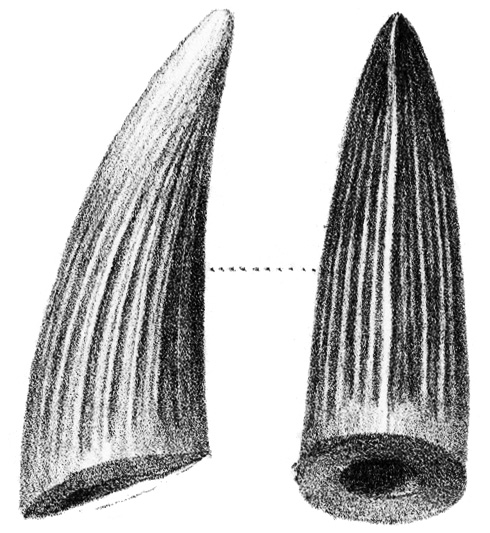
Litografia del 1878 che mostra il dente olotipo di Suchosaurus cultridens, che potrebbe rappresentare lo stesso animale ossia B. walkeri

Gli autori di un articolo del 2002 sullo spinosauro Irritator, proposero che Suchomimus tenerensis fosse abbastanza simile a B. walkeri per essere considerato una specie appartenente allo stesso genere (creando la combinazione Baryonyx tenerensis), e suggerirono che Suchomimus fosse identico al Cristatusaurus, in quanto entrambi provengono dalla Formazione Elrhaz del Niger. Con circa 9,5 metri (30 piedi) di lunghezza e 2,5 tonnellate (5,511 libbre) di peso, il Suchomimus era più grande del Baryonyx. In una conferenza abstract del 2004, i paleontologi Steve Hutt e Penny Newbery sostennero questa ipotesi basandosi su una grande vertebra di teropode ritrovata sull'Isola di Wight e attribuita a Baryonyx; questo nuovo fossile mostra che le vertebre dei due generi erano più simili di quanto si pensasse in precedenza. Studi successivi hanno tuttavia tenutoi due generi separati.
In un articolo del 2003, Milner notò che i denti del Baryonyx erano molto simili a quelli del genere Suchosaurus e suggerivano che i loro resti potessero rappresentare lo stesso animale. La specie tipo del genere, S. cultridens, venne nominata nel 1841 sulla base di alcuni denti provenienti dalla foresta di Tilgate nel Sussex; una seconda specie, S. girardi, venne nominata nel 1897 sulla base di frammenti di mascella e un dente da Boca do Chapim. Nel 2007, Buffetaut considerò i denti di S. girardi molto simili a quelli di Baryonyx (e S. cultridens) tranne che nello sviluppo più forte delle costole della corona, suggerendo che i resti appartenessero allo stesso genere. Buffetaut concordò con Milner che i denti di S. cultridens erano quasi identici a quelli di B. walkeri, ma con una superficie più rugosa. L'ex taxon potrebbe essere un sinonimo senior di quest'ultimo (poiché è stato pubblicato per primo), a seconda che le differenze fossero all'interno di un taxon o tra quelle diverse. Secondo Buffetaut, poiché l'esemplare olotipico di S. cultridens è un dente logoro e quello di B. walkeri è uno scheletro, sarebbe più pratico conservare il nome più recente. Nel 2011 il paleontologo portoghese Octávio Mateus e colleghi concordarono sul fatto che Suchosaurus fosse strettamente imparentato con Baryonyx, ma considerò entrambe le specie nell'ex genere nomina dubia (nomi dubbi) poiché i loro campioni olotipo non erano considerati diagnostici (privi di caratteristiche distintive) e non potevano essere equiparati ad altri taxa.

## Paleobiologia

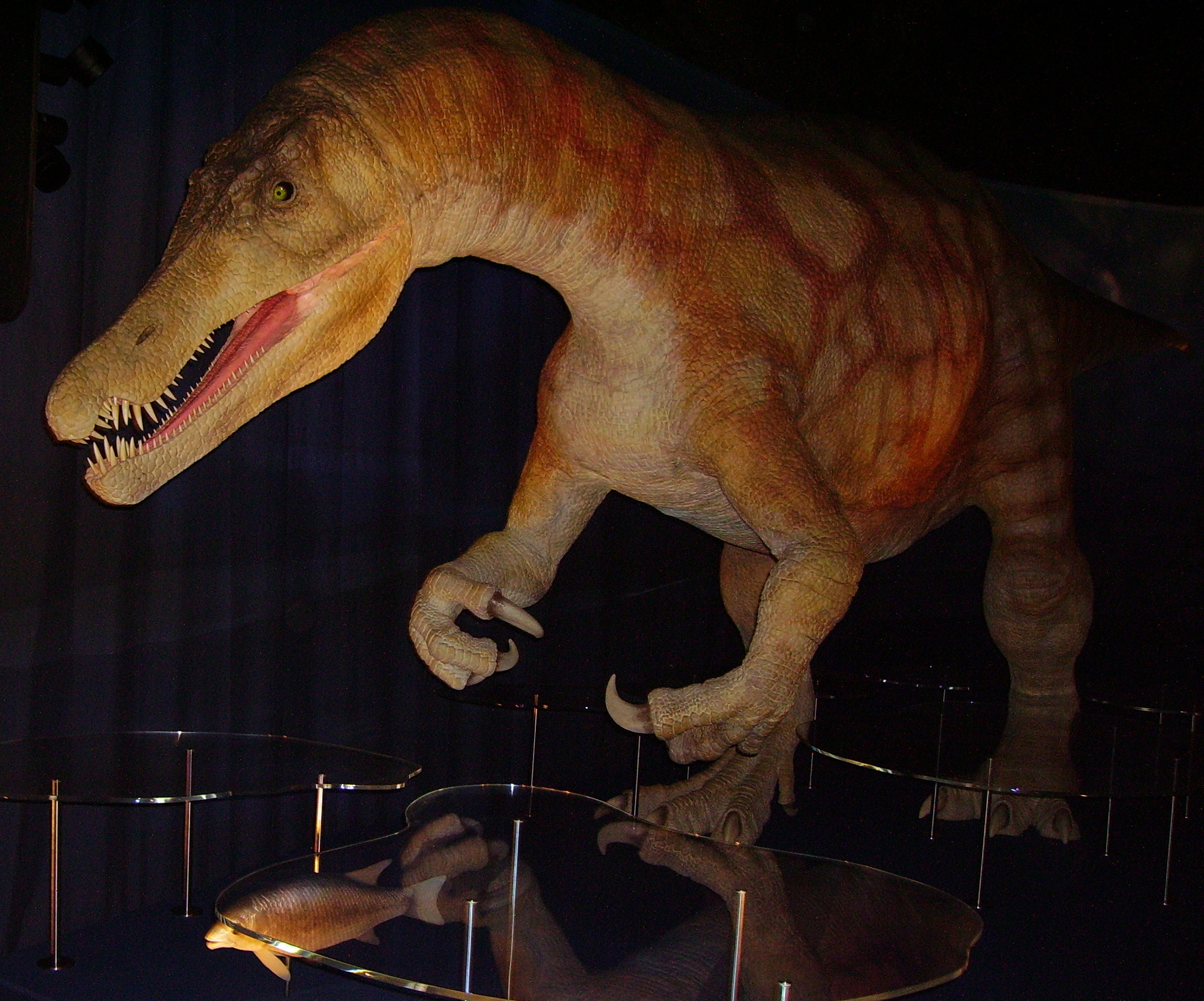
Animatrone di Baryonyx mentre pesca, al museo di storia naturale di Londra

### Dieta

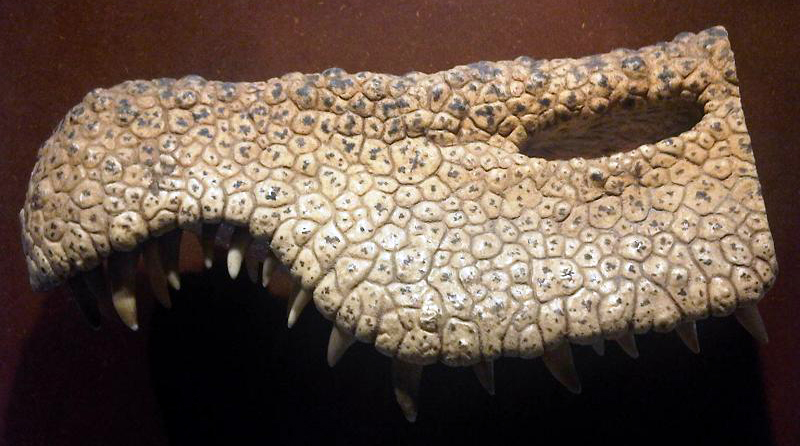
Ricostruzione museale della punta del muso, al Museo di storia naturale di Londra

Nel 1986, Charig e Milner furono i primi a suggerire che il muso allungato armato di denti finemente seghettati indicassero che il Baryonyx fosse un piscivoro (mangiatore di pesce), ipotizzando che l'animale cacciasse accovacciato sulle rive dei corsi d'acqua e usasse il lungo muso ed il grande artiglio per tirare fuori i pesci dall'acqua (in modo simile all'orso grizzly moderno). Nel 1984, Taquet fece notare che i musi degli spinosauridi ritrovati in Niger erano molto simili a quelli del moderno gaviale e suggerirono un comportamento simile a quello degli aironi e delle cicogne. Nel 1997, Charig e Milner scartarono la loro precedente ipotesi secondo cui l'articolazione tra premascella e la mascella fosse mobile. Nel 1987, Andrew Kitchener contestò il comportamento piscivoro di Baryonyx suggerendo che l'animale fosse un saprofago, che usava il lungo muso e collo per nutrirsi a terra, utilizzando i grandi artigli per aprire le carcasse, ed il lungo muso (con le narici poste in alto per respirare) per entrare nelle cavità della carcassa. Kitchener sosteneva che le mascelle e i denti del Baryonyx erano troppo deboli per uccidere altri dinosauri e troppo pesanti per catturare il pesce. Secondo REH Reid, una carcassa sventrata sarebbe stata ripulita dal suo predatore e da grandi animali in grado di farlo - come gli orsi grizzly - che sono anche in grado di catturare pesci (almeno in acque poco profonde).
Nel 1997, Charig e Milner hanno dimostrato prove dietetiche dirette dell'animale ritrovando nella regione dello stomaco dell'olotipo di B. walkeri la prima prova di una dieta piscivora in un dinosauro teropode. All'interno dello stomaco dell'olotipo vennero ritrovate scaglie e denti del comune pesce Scheenstia mantelli (poi classificato nel genere Lepidotes) e delle ossa semi-digerite di un giovane Iguanodon. È stato ritrovato anche un possibile gastrolite (pietra del ventriglio). Charing e Milner presentarono anche le prime prove dirette per un'alimentazione piscivora, come adattamenti simili a quelli dei moderni coccodrilli per catturare e inghiottire le prede: mascelle lunghe e strette provviste di una "rosetta terminale", simile a quelle di un gaviale, e la punta rivolta verso il basso e la rosetta nel muso. A loro avviso, questi adattamenti suggeriscono che il Baryonyx catturasse pesci di piccole e medie dimensioni alla maniera di un coccodrillo: afferrandoli con la punta del muso (dando ai denti una "funzione tranciante"), inclinando la testa all'indietro e inghiottendoli interi con la testa inclinata all'indietro. I pesci più grandi sarebbero stati fatti a pezzi con gli artigli. Il fatto che i denti nella mandibola fossero più piccoli, più ravvicinati e numerosi rispetto a quelli della mascella potrebbero aver aiutato l'animale ad afferrare meglio il cibo. Charig e Milner sostenevano che Baryonyx si nutrisse principalmente di pesce (anche se sarebbe potuto essere all'occorrenza anche un predatore attivo terrestre e uno spazzino opportunista), ma non era attrezzato per essere un superpredatore, come l'Allosaurus. Hanno inoltre ipotizzato che il Baryonyx usasse principalmente gli arti anteriori e i grandi artigli grandi per catturare, uccidere e lacerare le prede più grandi.

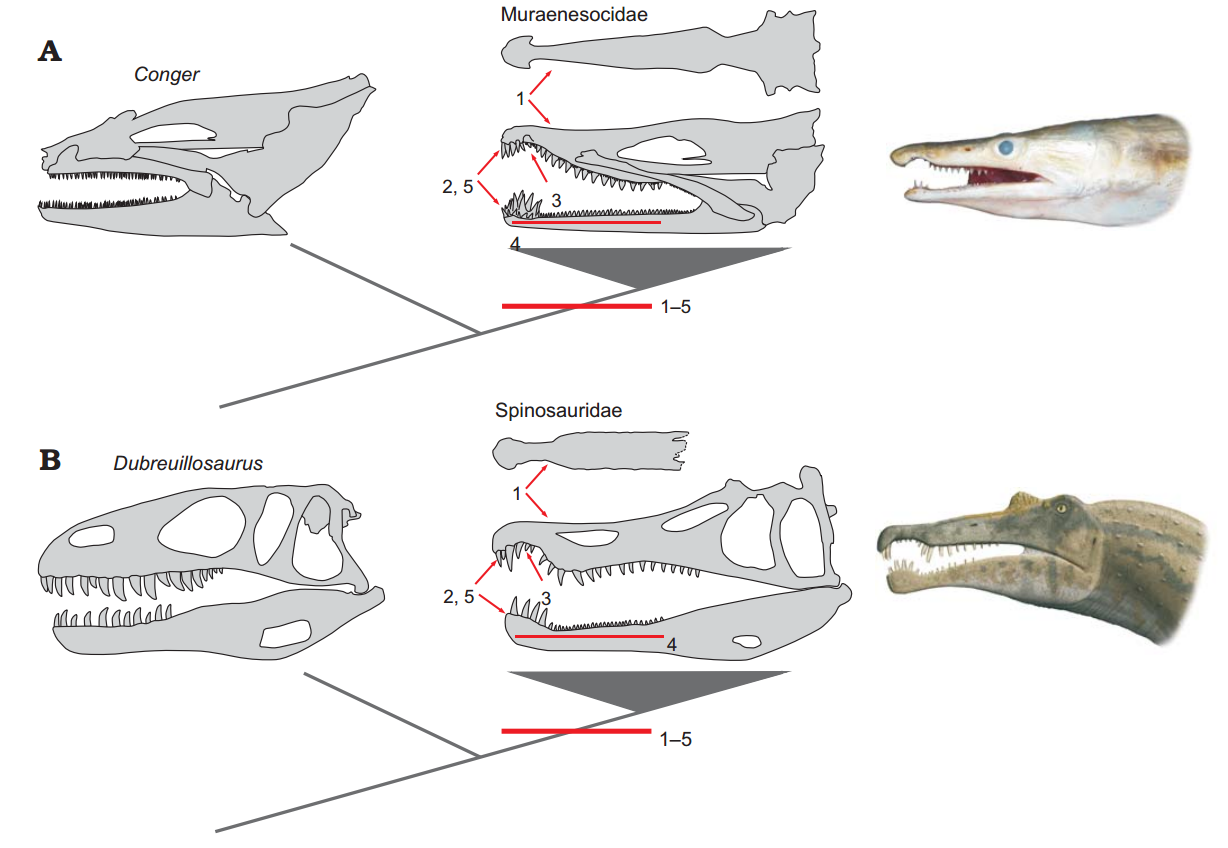
Confronto tra le fauci dei muraenesocidi (A) e gli spinosauridi come Baryonyx (B), un esempio di evoluzione convergente

Nel 2004, una vertebra cervicale di pterosauro dal Brasile con un dente spinosauride conficcato in esso confermava che questi ultimi non erano esclusivamente piscivori. Un'analisi degli elementi finiti del 2007 di musi digitalizzati dalla TAC indicava che la biomeccanica delle fauci di Baryonyx era più simile a quella dei gaviali, rispetto a quella degli alligatori americani e dei teropodi più convenzionali, a sostegno di una dieta piscivora per gli spinosauridi. Il loro palato secondario li aiutava a resistere alla flessione e alla torsione dei loro musi tubolari. Una teoria della trave del 2013 ha confrontato la biomeccanica dei musi di spinosauridi sottoposti a scansione TC con quelli dei coccodrilli moderni e ha notato che i musi di Baryonyx e Spinosaurus erano simili nella loro resistenza alle flessioni e alle torsioni. Il Baryonyx è risultato avere una resistenza relativamente alta nel muso alla flessione dorsoventrali rispetto allo Spinosaurus e al gaviale. Gli autori hanno concluso (contrariamente allo studio del 2007) che Baryonyx si comportava diversamente dal gaviali; gli spinosauridi non erano esclusivi piscivori e la loro dieta era determinata dalle loro dimensioni individuali.
Uno studio del 2016 ha scoperto che gli spinosauridi adulti potevano dislocare i loro rami mandibolari (metà della mandibola) quando le loro fauci erano rilassare, il che permetteva loro di allargare la faringe (apertura che porta dalla gola allo stomaco). Questa articolazione della mandibola è simile a quella osservata negli pterosauri e nei moderni pellicani, e allo stesso modo avrebbe permesso agli spinosauri di ingoiare grandi prede come pesci e altri animali. Un altro studio del 2016 ha notato che le mandibole degli spinosauridi mostrano una singolare evoluzione convergente con quelle dei gronghi; questi pesci hanno anch'essi mascelle compresse lateralmente (mentre le mascelle dei coccodrilli sono compresse da cima a fondo), un muso allungato con una "rosetta terminale" con denti ingrossati e una tacca dietro la rosetta con denti più piccoli. Probabilmente questo tipo di mascelle si è evoluto per afferrare le prede in ambienti acquatici con scarsa illuminazione e potrebbe aver aiutato nel rilevamento delle prede.

### Movimenti e abitudini acquatiche
Nella loro descrizione originale, Charig e Milner non consideravano il Baryonyx un animale acquatico (a causa delle narici che si trovavano ai lati del muso - lontano dalla punta - e della forma dello scheletro post-cranico), tuttavia pensavano che fosse comunque capace di nuotare, come la maggior parte dei vertebrati terrestri. Essi ipotizzarono che il cranio allungato, il collo lungo e il robusto omero di Baryonyx indicavano che l'animale fosse un quadrupede facoltativo, unico tra i teropodi. Tuttavia, nel loro articolo del 1997 non trovarono alcun supporto scheletrico per tale ipotesi, ma sostennero che gli arti anteriori sarebbero stati abbastanza forti da sostenere il peso del corpo, afferrare prede acquatiche o accovacciarsi sulle quattro zampe. Una ri-descrizione del 2014 di Spinosaurus basata su nuovi resti degli arti posteri ha suggerito che l'animale poteva essere un quadrupede, basandosi sul suo centro anteriore della massa corporea. Tuttavia, gli autori hanno trovato improbabile la quadrupedalità di Baryonyx, dal momento che le gambe dell'imparentato Suchomimus non supportavano tale posizione.
Nel 2017, David E. Hone e Thomas R. Holtz hanno sottolineato che (come altri teropodi) non c'era motivo di credere che gli arti anteriori del Baryonyx fossero in grado di pronarsi, e quindi renderlo in grado di riposare o camminare sui suoi palmi. Riposare o usare gli arti anteriori per la locomozione poteva essere possibile (come indicato dalle tracce di un teropode a riposo), ma se questa fosse la norma, gli arti anteriori avrebbero probabilmente mostrato adattamenti specifici a ciò. Hone e Holtz hanno inoltre suggerito che gli arti anteriori degli spinosauridi non sembrano essere ottimali per immobilizzare le prede, ma mostrano delle somiglianze con gli arti anteriori degli animali che scavano. Hanno, quindi, suggerito che gli artigli venissero utilizzati per scavare nidi o raggiungere alcuni tipi di prede.

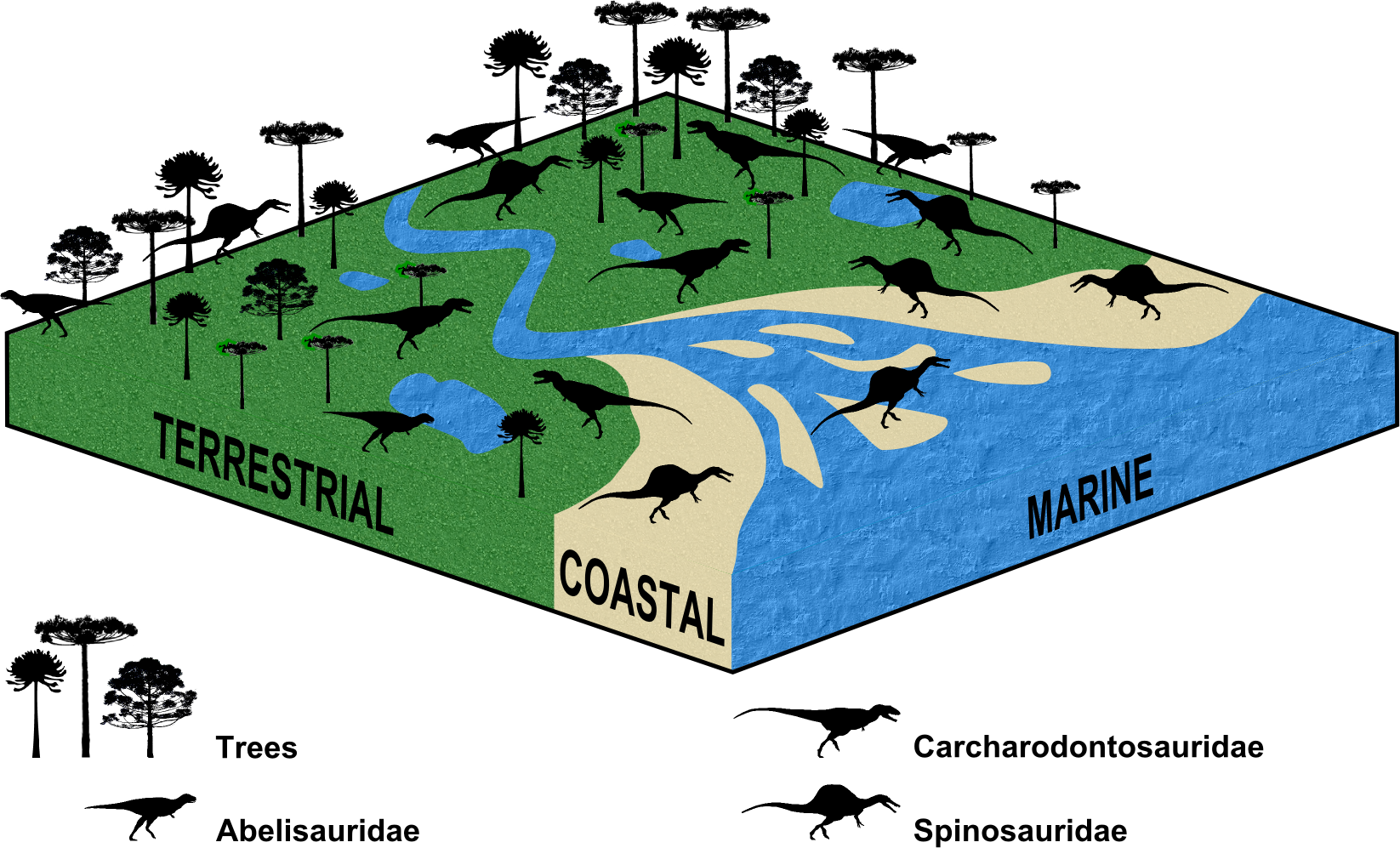
Spartizione della distribuzione degli abelisauridi, carcharodontosauridi, e spinosauridi (quest'ultimi associati ad un ambiente costiero)

Uno studio del 2010 propose che gli spinosauridi fossero animali semiaquatici, basandosi sulla composizione dell'isotopo di ossigeno dei denti degli spinosauridi di tutto il mondo rispetto a quelli di altri teropodi e animali esistenti. Gli spinosauridi probabilmente passavano gran parte della giornata in acqua, come ippopotami e coccodrilli, e avevano una dieta simile a quest'ultimi; entrambi erano infatti predatori opportunisti. Poiché la maggior parte degli spinosauridi non sembrano avere adattamenti anatomici particolari per uno stile di vita acquatico, gli autori proposero che l'immersione in acqua fosse un mezzo di termoregolazione simile a quello dei coccodrilli e degli ippopotami. Gli spinosauridi potrebbero essersi evoluti in un habitat acquatico e piscifero per evitare la competizione con altri grandi teropodi. Nel 2016, è stata rinvenuta una pista di impronte di spinosauride (probabilmente appartenenti a Baryonyx) a vicino a La Rioja, Spagna. La pista, chiamata Theroplantigrada, mostra che l'animale che aveva lasciato queste impronte aveva i piedi palmati, e con un primo dito flessibile che poteva puntare sia all'indietro che in avanti, come molti uccelli acquatici. Questa impronta combacia inoltre su ciò che conosciamo sull'anatomia scheletrica dei piedi di Spinosaurus. Se queste impronte appartenessero realmente a Baryonyx significherebbe che questo animali passava molto tempo in acqua di quanto si credeva (le tracce provengono effettivamente da un individuo che sta uscendo dall'acqua).
Uno studio istologico del 2017 sulle linee di crescita ha rivelato che il campione di Baryonyx portoghese era morto tra i 23 e i 25 anni ed era vicino alle sue dimensioni massime e alla sua maturità scheletrica. Ciò contraddiceva un'età più giovane, indicata dal fatto che le suture neurocentriche non erano fuse, e la presenza di tratti sia maturi che sub-adulti può essere dovuta alla neotenia (dove i tratti giovanili vengono mantenuti nell'età adulta). I tratti pauroromici possono essere correlati alla locomozione del nuoto, come è stato suggerito in altri animali estinti ritenuti acquatici (come plesiosauri e temnospondili). Lo studio ha anche rivelato che l'animale aveva raggiunto la maturità sessuale all'età di 13-15 anni, a causa di una diminuzione del tasso di crescita a quell'età.

## Paleoecologia

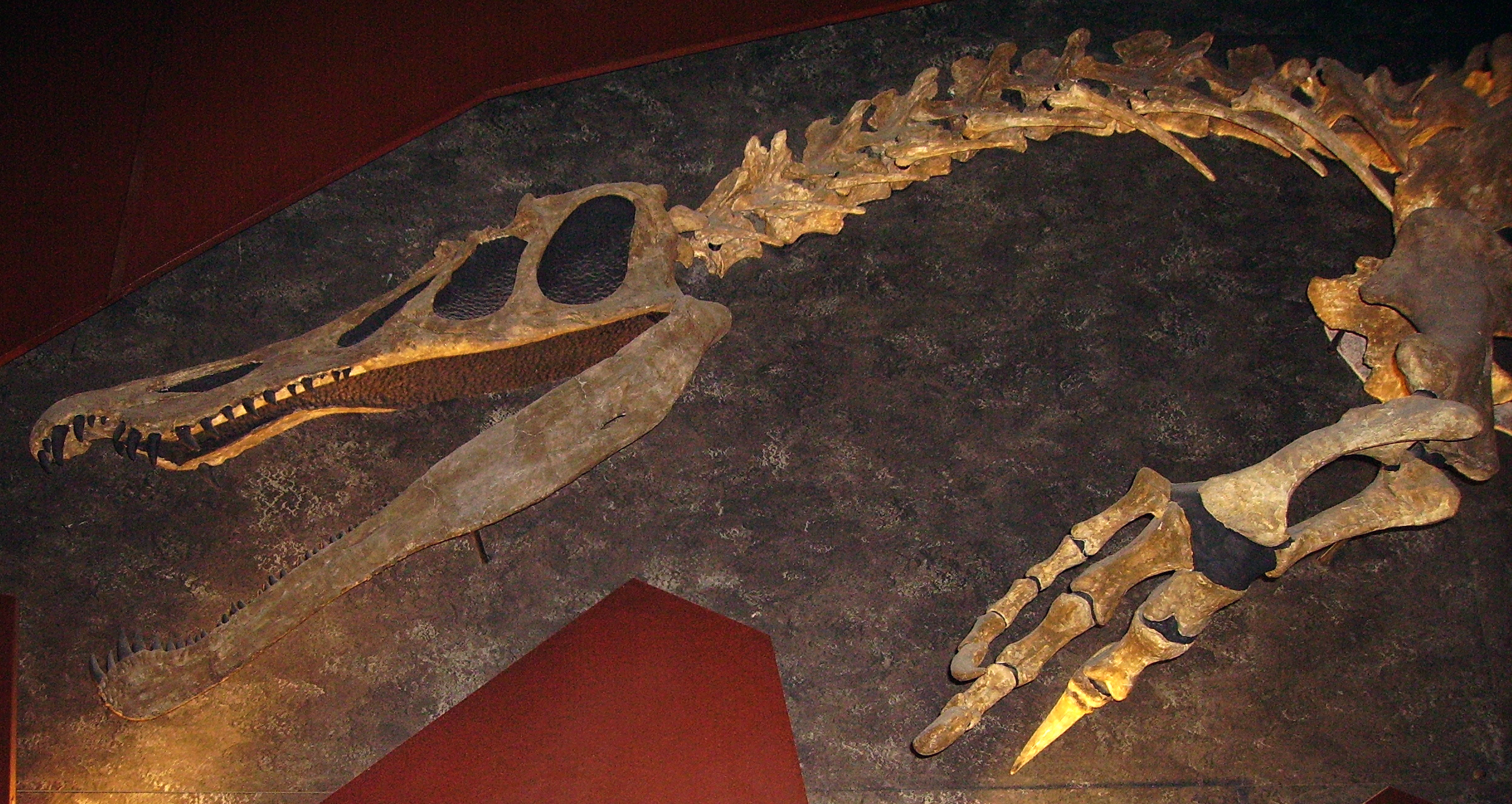
Replica scheletrica della testa e delle braccia, al Museo di storia naturale di Londra

La formazione di Clay Weald consiste in sedimenti risalenti dall'Hauteriviano (Lower Weald Clay) al Barremiano (Upper Weald Clay), circa 130-125 milioni di anni. L'olotipo di B. walkeri è stato ritrovato in quest'ultimo, in un'argilla che rappresenta acqua dolce, che è stato interpretato come un ambiente fluviale o fangoso con acque poco profonde, lagune e paludi. Durante il Cretaceo inferiore, l'area Weald del Surrey, del Sussex e del Kent era in parte coperta dall'ampio lago di Wealden, colmo di acqua salmastra. Due grandi fiumi prosciugarono l'area settentrionale (dove ora sorge Londra), sfociando nel lago attraverso un delta del fiume; il bacino anglo-parigino era nel sud. Il clima era sub-tropicale, simile all'attuale regione mediterranea. Dal momento che Smokejacks Pit è costituito da diversi livelli stratigrafici, i taxa fossili ritrovati non sono necessariamente contemporanei. I dinosauri della località includono gli ornitopodi Mantellisaurus, Iguanodon e piccoli sauropodi. Altri vertebrati includono squali (come Hybodus), pesci ossei (incluso Scheenstia), coccodrilli e pterosauri. Sono stati indicati anche dieci ordini di insetti, tra cui Valditermes, Archisphex e Pterinoblattina. Altri invertebrati includono ostracodi, isopodi, conchostraci e bivalvi. Le piante Weichselia e l'erbacea acquatica Bevhalstia erano anch'esse comuni. Altre piante trovate includono felci, equiseti, muschi e conifere.

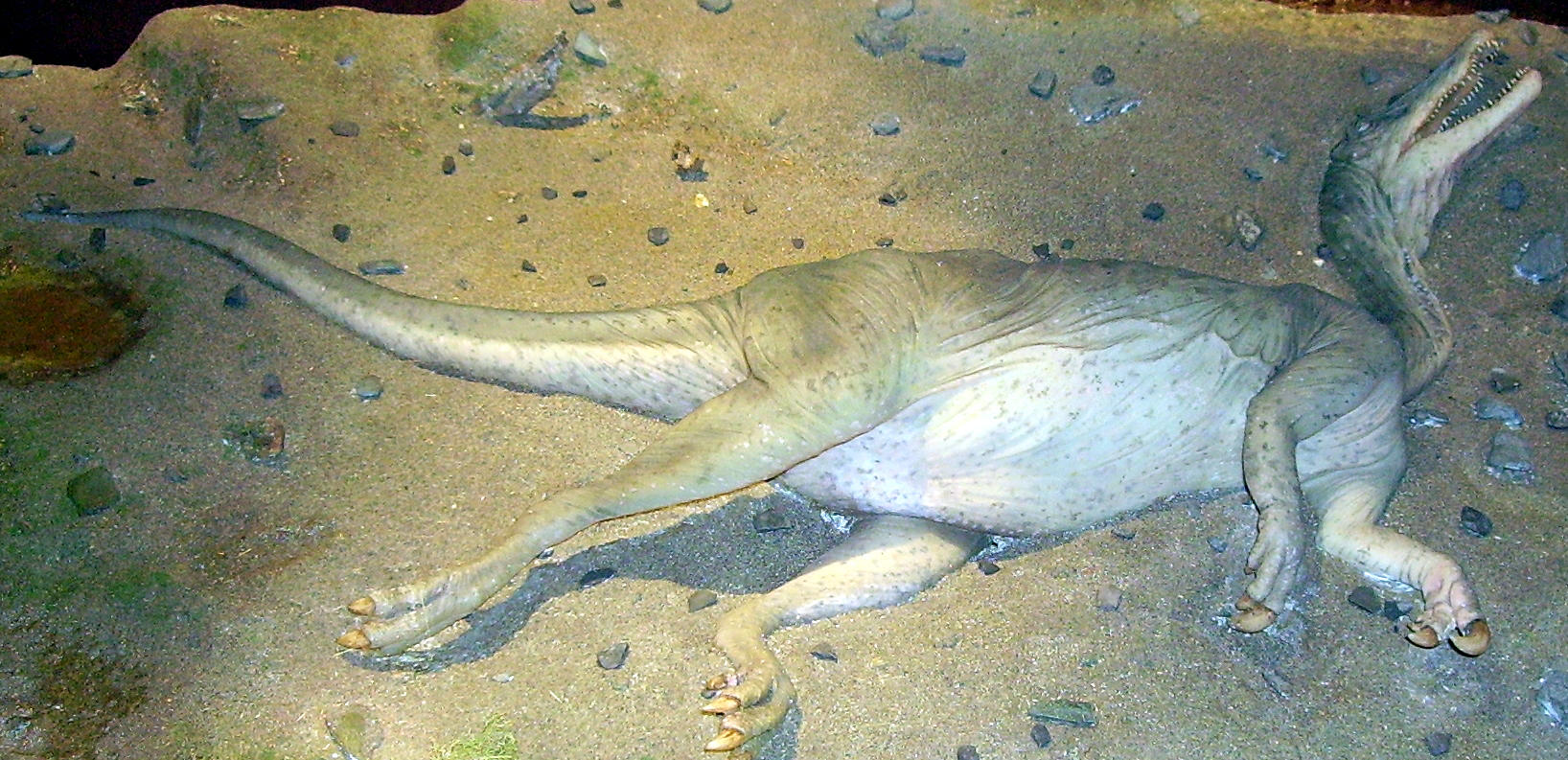
Modello museale della carcassa di Baryonyx basata sulla posizione delle ossa dell'olotipo, al Museo di storia naturale di Londra

Charig e Milner hanno presentato un possibile scenario che spiega la tafonomia (cambiamenti durante la fossilizzazione) dell'esemplare olotipo di B. walkeri. I sedimenti a grana fine attorno allo scheletro e il fatto che le ossa siano state trovate vicine tra di loro (cranio ed elementi anteriori ad un'estremità dell'area di scavo e gli elementi pelvici e posteriori all'altra), indicano che l'ambiente di fossilizzazione era piuttosto calmo e non vi erano correnti d'acqua in grado di portare via carcassa, probabilmente perché l'acqua era poco profonda. L'area in cui è morto l'esemplare sembra essere stata particolarmente adatta ad un animale piscivoro. Potrebbe aver pescato e scavato nella piana di fango, rimanendo impantanato prima di morire e venir seppellito. Poiché le ossa sono ben conservate e non mostrano segni di morsi, la carcassa sembra essere rimasta indisturbata da possibili animali spazzini (suggerendo che fu rapidamente coperta dai sedimenti). La disarticolazione delle ossa potrebbe essere stata il risultato della decomposizione dei tessuti molli. Alcune parti dello scheletro sembrano essersi esposte a diversi gradi, forse perché i livelli dell'acqua sono cambiati o i sedimenti spostati (esponendo parti dello scheletro). Le ossa delle spalle e degli arti, il dentario e una costola furono spezzate prima della fossilizzazione, forse calpestate da grandi animali durante la sepoltura. L'orientamento delle ossa indica che la carcassa giaceva sul dorso, il che potrebbe spiegare perché tutti i denti della mandibola erano caduti dai loro alveoli mentre alcuni denti superiori erano ancora al loro posto.
Altri dinosauri della Formazione Wessex dell'Isola di Wight includono i teropodi Neovenator, Aristosuchus, Thecocoelurus, Calamospondylus e Ornithodesmus; gli ornitopodi Iguanodon, Hypsilophodon e Valdosaurus; i sauropodi Pelorosaurus e Chondrosteosaurus; e l'ankylosauro Polacanthus. La Formazione Papo Seco del Portogallo in cui Baryonyx è stato identificato è composta da marna, che rappresenta un ambiente lagunare. Altri resti di dinosauri della zona includono frammenti provvisoriamente assegnati a Mantellisaurus, un sauropode macronario e Megalosaurus. La maggior parte delle ossa del campione portoghese ML1190 sono state danneggiate e alcuni graffi potrebbero essere segni di morsi di piccoli spazzini. La disarticolazione del campione indica che il campione è stato trasportato da un ambiente più terrestre (poiché mancano molte ossa), ma quelli trovati erano vicini.

## Nella cultura di massa
Il Baryonyx è dagli anni 2000 uno dei dinosauri più noti e più riconoscibili al grande pubblico apparendo in vari libri, videogiochi e parchi a tema preistorico.
La prima apparizione del Baryonyx in ambito cinematografico risale al film L'era glaciale 3 - L'alba dei dinosauri (2009), in cui appare un esemplare albino soprannominato Rudy che è l’antagonista principale, in questo film tuttavia le dimensioni della creatura sono esagerate al punto da superare quelle dei Mammut e del Tirannosauro rappresentati nel film.
Nel 2015 appare nel primo episodio della miniserie di documentari Dinosaur Britain nel quale viene mostrato mentre cammina per le sale del Natural History Museum di Londra e mentre caccia pesci nelle acque del Tamigi.
Appare in diversi videogiochi indie tra i quali i giochi di sopravvivenza Ark: Survival evolved (nel quale è una specie addomesticabile dal giocatore) e The Isle, ed è stato annunciato per il gioco gestionale Prehistoric Kingdom.
Il Baryonyx è anche presente nel franchise di Jurassic Park, dove fa la sua prima apparizione nel quinto film (nonostante esisteva fosse presente sulla mappa del tour del Jurassic Park nel primo film): Jurassic World - Il regno distrutto (2018). Nel film successivo Jurassic World - Il dominio (2022), compare un cucciolo di questa specie con il "braccio" sinistro sostituito da una protesi meccanica. Nella seconda stagione della serie animate Jurassic World - Nuove avventure, compaiono tre Baryonyx chiamati Grim, Chaos, e Limbo, appare anche nella serie animata Jurassic World - Teoria del caos, nella seconda stagione è presente inoltre un esemplare soprannominato leucistico, nato geneticamente senza occhi, questa mancanza lo ha portato a sviluppare un adattamento per ampliare i sensi dell'udito e dell'olfatto. Un altro esemplare appare nella serie non canonica LEGO Jurassic World - La leggenda di Isla Nublar. Negli spin-off videoludici della serie appare per la prima volta nel gioco The Lost World: Jurassic Park (1997), per poi apparire in altri titoli tra i quali LEGO Jurassic World (2015), Jurassic World Evolution (2018) e il sequel Jurassic World Evolution 2 (2021). Il design di Baryonyx della serie, da Jurassic World - Il regno distrutto in poi, si discosta molto dai caratteri fisici conosciuti nella creatura reale possedendo un muso più tozzo, artigli più piccoli e una serie di osteodermi assenti nei fossili. Per questo motivo si discosta molto anche dalle rappresentazioni precedenti della serie Jurassic, come quella di The Lost World: Jurassic Park e del sito promozionale di Jurassic World che appaiono, paradossalmente, più accurate.